# シェルブール＝アン＝コタンタン
シェルブール＝アン＝コタンタン （Cherbourg-en-Cotentin）は、フランス、ノルマンディー地域圏、マンシュ県のコミューン。
2016年1月1日、シェルブール＝オクトヴィル、エクルドルヴィル＝アンヌヴィル、ラ・グラスリー、クルクヴィル、トゥールラヴィルの合併により新設された。

## 地理

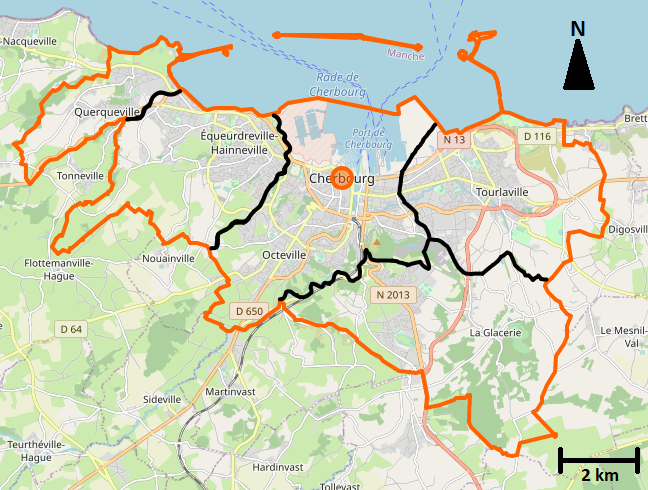
シェルブール＝アン＝コタンタンを構成する元コミューンの地図

コタンタン半島の北にあり、イギリス海峡に面している。